# Moserwinkl

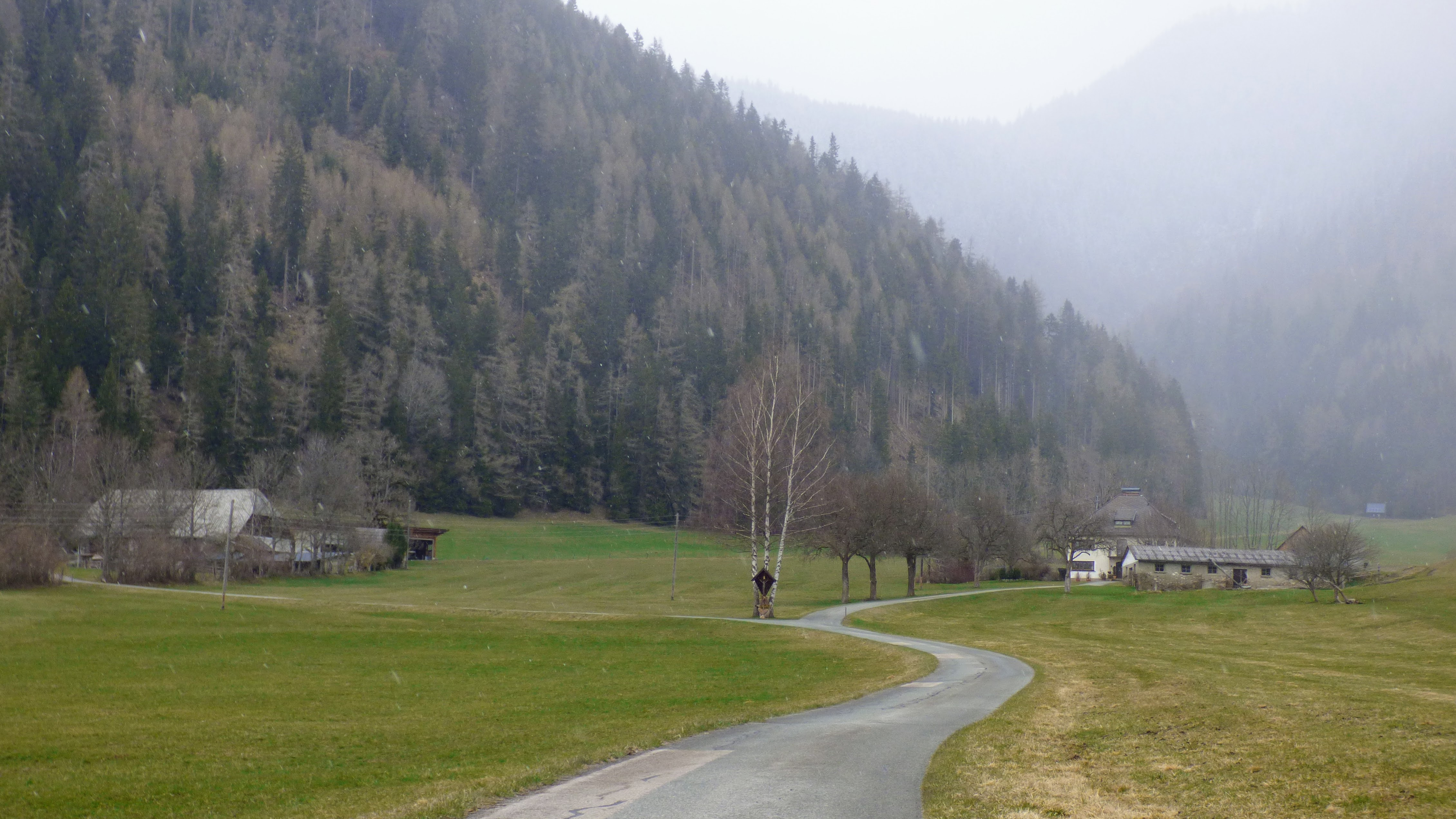
Moserwinkl, links Nr. 3 (Germann), rechts Nr. 4 (Feichter)

Moserwinkl (im 19. Jahrhundert auch Mosserwinkel und Moserwinkel) ist eine Ortschaft in der Gemeinde Friesach im Bezirk Sankt Veit an der Glan in Kärnten (Österreich). Die Ortschaft hat 22 Einwohner (Stand 1. Jänner 2024). Sie liegt auf dem Gebiet der Katastralgemeinde St. Salvator.

## Lage
Moserwinkl liegt im Nordwesten der Gemeinde Friesach in den Metnitzer Alpen, im Tal des Moserwinklbachs, etwa 5 km nordwestlich von St. Salvator.
Der Ort ist von Staudachhof aus erreichbar. An den Hängen an der orographisch rechten Seite des Tals führt ein Güterweg über Wiesen zu den zu Moserwinkl gehörenden Höfen Kogler (Haus Nr. 1) und Prieger (Nr. 2), die auf einer Höhe von etwa 1060 bis 1120 m liegen.
An den Hängen der linken Talseite führt ein Güterweg über Zmuck zu den zu Moserwinkl gehörenden Höfen Germann (Nr. 3), Feichter (Nr. 4), Rauchenwald (Nr. 5), Brunner (Nr. 6) und Moosbauer (Nr. 7), die auf einer Höhe von etwa 1010 bis 1070 m liegen. Weiter hinten im Tal steht an der Stelle des ehemaligen Schaffer-Hofs noch ein Wirtschaftsgebäude.

## Geschichte
Der Ortsname ist seit 1682 nachweisbar.
Auf dem Gebiet der Steuergemeinde St. Salvator liegend, gehörte Moserwinkl in der ersten Hälfte des 19. Jahrhunderts zum Steuerbezirk Dürnstein. Bei Gründung der Ortsgemeinden in Verbindung mit den Verwaltungsreformen Mitte des 19. Jahrhunderts kam Moserwinkl an die Gemeinde St. Salvator. Seit der Gemeindestrukturreform von 1973 gehört der Ort zur Gemeinde Friesach.

## Bevölkerungsentwicklung
Für die Ortschaft ermittelte man folgende Einwohnerzahlen:
- 1869: 8 Häuser, 69 Einwohner[3]
- 1880: 7 Häuser, 73 Einwohner[4]
- 1890: 6 Häuser, 74 Einwohner[5]
- 1900: 6 Häuser, 60 Einwohner[6]
- 1910: 4 Häuser, 66 Einwohner[7]
- 1923: 5 Häuser, 49 Einwohner[8]
- 1934: 48 Einwohner[9]
- 1961: 7 Häuser, 44 Einwohner[10]
- 2001: 8 Gebäude (davon 8 mit Hauptwohnsitz) mit 8 Wohnungen; 29 Einwohner und 0 Nebenwohnsitzfälle; 8 Haushalte; 0 Arbeitsstätten, 7 land- und forstwirtschaftliche Betriebe[11]
- 2011: 8 Gebäude, 23 Einwohner, 7 Haushalte, 0 Arbeitsstätten[12]
- 2021: 8 Gebäude, 22 Einwohner, 7 Haushalte, 5 Arbeitsstätten[13]